# 十三夜 (小説)
『十三夜』（じゅうさんや）は、樋口一葉の短編小説。1895年(明治28年)12月、『文芸倶楽部』閨秀小説号に発表された。

## あらすじ
貧しい士族斉藤主計の娘お関は、官吏原田勇に望まれて7年前に結婚したが、子どもが生れてから次第に冷酷無情になる夫の仕打ちに耐えかねてある夜、無心に眠る幼い太郎に切ない別れを告げて、これを最後と無断で実家に帰る。おりしも十三夜、いそいそと迎える両親を見て言い出しかねていたが、あやしむ父に促されて経緯を話し、離縁をと哀願する。母は原田の娘への仕打ちにいきり立ち、父はそれをたしなめ、お関に因果を含め、ねんごろに説きさとす。お関もついにはすべて運命とあきらめ、力なく死んだ気になって夫の家に帰る。その途中乗った人力車の車夫はなんとお関が乙女心で結婚を夢みていた幼なじみの高坂録之助。話を聞けば、原田に嫁いでしまった自分のために自暴自棄になり、その後所帯を持ったが妻子を捨てて落ちぶれた暮らしをしている。そのひとを今、目の前にして、万感、胸に迫る思いで無限の悲しみを抱いたまま彼とも別れ、秋の夜の冷たい月が照らす中、2人は別々の方向へと帰って行く。

## その他
- 劇作家久保田万太郎が昭和22年に劇化脚色を行い、舞台で上演されている[2]。
- 同じ樋口一葉作の『大つごもり』『にごりえ』とともに1953年にオムニバス映画『にごりえ』第一話として映像化された[3]。
- 2011年1月にNHKラジオ文芸館で阿部陽子による朗読で放送された[4]。